# Transnet Freight Rail

Schienennetz Südafrikas

Transnet Freight Rail (TFR) ist der Geschäftsbereich für Güterschienenverkehr innerhalb des staatlichen Transportunternehmens Transnet von Südafrika. In geringem Umfang erbringt er Leistungen für fremde und eigene Personentransportkapazitäten. Dieser Unternehmensbereich ging aus der für den Gütertransport zuständigen Geschäftssektor von Spoornet hervor.

## Beschreibung

### Struktur und Aufgaben von Transnet Freight Rail
Die Schwerpunktaufgaben des wichtigsten Transnet-Geschäftsbereiches liegen im Transport von Gütern im südafrikanischen Schienennetz. Vergleichsweise marginal muten die Zuständigkeiten im Personenverkehr an.
Folgende Bereiche bilden die Haupttätigkeitsfelder von Freight Rail:
- GFB Commercial,
- COALlink, Kohletransporte aus dem Inland zum Hafen Richards Bay an der Ostküste Südafrikas,
- Orex line, Eisenerztransporte von Sishen und einigen Nebenstrecken zum Hafen Saldanha sowie
- die Personentransportbereiche Blue Train und Shosholoza Meyl.

Große Güterverteilzentren, wie das City Deep Container Terminal in Johannesburg oder der Rangierbahnhof Sentrarand werden von Transnet Freight Rail betrieben.
Innerhalb des Unternehmensbereiches für Personentransporte stellt Transnet Freight Rail überwiegend nur technische Dienstleistungen zur Verfügung, wie die Bereitstellung der Gleisanlagen, Eisenbahnstationen in Fremdnetzen und unterstützende Dienstleistungen bei Zugsteuerungssystemen. Davon profitieren Metrorail, Shosholoza Meyl und Luxrail, die im Unternehmensbereich Commuter Rail Services der Passenger Rail Agency of South Africa (PRASA) zusammengefasst sind. Eine Übertragung des Blue Train von Transnet zur PRASA wird zwischen beiden Partnern verhandelt.

### Verbindungen zum Ausland
Das südafrikanische Eisenbahnnetz schließt an mehrere ausländische Schienennetze in den benachbarten Staaten an. Diesbezüglich gibt es Übergänge:
- bei Ressano Garcia zum Netz der mosambikanischen Eisenbahn CFM,
- bei eGolela und südlich von Komatipoort zum Netz der Eswatini Railways in Eswatini,
- bei Musina/Beitbridge zum Netz der National Railways of Zimbabwe,
- bei Ottoshoop zur Eisenbahn nach Gaborone und Francistown in Botswana sowie nach Plumtree in Simbabwe
- und westlich von Upington zum Netz der namibischen Eisenbahngesellschaft TransNamib.

Daneben gibt es eine von Transnet Freight Rail betriebene Strecke nach Maseru in Lesotho.
Das Streckennetz von Transnet Freight Rail ist durch die Eisenbahnen der Nachbarstaaten verbunden mit:
- den Zambia Railways in Sambia,
- der TAZARA, dem südlichen Netz von Société Nationale des Chemins de fer du Congo,
- dem Schienennetz in Malawi,
- der Benguelabahn in Angola und der Demokratischen Republik Kongo,
- sowie mit Caminhos de Ferro de Moçambique-Zentral und -Nord von Mosambik.

## Geschichte
Die Anfänge der Eisenbahn in Südafrika gehen auf das Jahr 1853 zurück, als die Cape Town Railway & Dock Company gegründet wurde. Geplant war eine Eisenbahnstrecke von den Häfen am Kap der Guten Hoffnung nach Natal. Der eigentliche Auslöser für den Eisenbahnbau war aber die Entdeckung von Diamanten in Kimberley 1867.

Die drei zuvor unabhängigen Bahngesellschaften Cape Government Railways (CGR), Central South African Railways (CSAR) und Natal Government Railways (NGR) wurden nach der Gründung der Südafrikanischen Union 1910 alle in die ebenso neu gegründete staatliche Bahngesellschaft South African Railways and Harbours (SAR&H) / Suid-Afrikaanse Spoorweë en Hawens (SASH) eingegliedert und verloren damit ihre Selbstständigkeit. In den 1980er Jahren wurde aus SAR&H/SASH der neu konzipierte Staatskonzern SATS (South African Transport Services), zwischen 1990 und 2007 Spoornet und schließlich daraus Transnet Freight Rail.

## Aktuelle Projekte
- Maputo-Korridor: Die Transnet Freight Rail entwickelt mit der US-amerikanischen Railroad Development Corporation einen Plan zum Transport von Magnetit aus dem Bergbaugebiet um Phalaborwa für ein im Projektstadium befindliches Stahlwerk in Maputo.
- Im Mai 2010 veröffentlichte Transnet einen Fünf-Jahres-Plan über sämtliche Bahnprojekte in Höhe von 52 Milliarden Rand. Das meiste Budgetvolumen soll in neues Rollmaterial investiert werden, inklusive 304 Lokomotiven und 7231 Waggons verschiedener Art. Allein 4 Milliarden sollen zur Verbesserung der Verkehrsinfrastruktur, wie der Verbindung des Kohlekraftwerks Majuba (zwischen Standerton und Volksrust) mit der Richards-Bay-Güterbahn (kurz COALlink) aufgewendet werden.[6]
- Im Jahr 2012 begannen die bilateralen Planungsarbeiten für das Streckenprojekt Swazilink.